# Awolnation
Awolnation (zapis stylizowany: AWOLNATION) – amerykański zespół wykonujący muzykę rockową. Został założony w 2009 roku w Los Angeles przez Aarona Bruno, wcześniej związanego z zespołami Under the Influence of Giants, Hometown Hero i Insurgence.

## Dyskografia

### Albumy studyjne
| 2011                        | Megalithic Symphony - Data: 15 marca 2011 - Wytwórnia: Red Bull Records               | 84 | 100 | 57 | 179 | - USA: złota płyta - CAN: złota płyta |
| 2015                        | Run - Data: 17 marca 2015 - Wytwórnia: Red Bull Records                               | 17 | –   | 11 | 137 |                                       |
| 2018                        | Here come the runts - Data: 2 lutego 2018 - Wytwórnia: Red Bull Records               |    |     |    |     |                                       |
| 2020                        | Angel Miners & the Lightning Riders - Data: 4 kwietnia 2020 - Wytwórnia: Better Noise |    |     |    |     |                                       |
| „–” album nie był notowany. |                                                                                       |    |     |    |     |                                       |

### EP
| Rok  | Tytuł                                                              |
| ---- | ------------------------------------------------------------------ |
| 2010 | Back from Earth - Data: 18 maja 2010 - Wytwórnia: Red Bull Records |

### Single
| Rok  | Utwór                | Album               |
| ---- | -------------------- | ------------------- |
| 2011 | "Sail"               | Megalithic Symphony |
| 2011 | "Not Your Fault"     | Megalithic Symphony |
| 2012 | "Kill Your Heroes"   | Megalithic Symphony |
| 2013 | "Thiskidsnotalright" | Megalithic Symphony |
| 2015 | "Hollow Moon"        | Run                 |
| 2017 | "Passion"            | Here Come the runts |

### Teledyski
| Rok  | Tytuł                    | Reżyser       |
| ---- | ------------------------ | ------------- |
| 2010 | „Burn it Down”           | Jeffrey Reed  |
| 2011 | „Sail”                   | Cameron Duddy |
| 2011 | „Not Your Fault”         | Cameron Duddy |
| 2013 | „Kill Your Heroes”       | Cameron Duddy |
| 2013 | „Thiskidsnotalright”     | Cameron Duddy |
| 2015 | „Hollow Moon (Bad Wolf)” | Hayley Young  |